# Spaniidae
Spaniidae Nagatomi, 1975, è una piccola famiglia di Insetti dell'ordine dei Ditteri (Brachycera: Tabanomorpha). Gli Spaniidae sono rappresentati da alcuni generi che storicamente sono annoverati fra i Rhagionidae ma che secondo STUCKENBERG (2001) vanno separati in una famiglia distinta. L'impostazione tassonomica di STUCKENBERG non è condivisa da diversi Autori e ancora oggi molte fonti non ne riconoscono l'identità, inquadrando questi generi nella sottofamiglia Spaniidae all'interno dei Rhagionidae.

## Descrizione e biologia
La morfologia e la biologia degli Spaniidae sono riconducibili a quelle dei Rhagionidae sensu lato. Gli Spaniidae hanno per lo più piccole dimensioni, da 2 a 5-6 mm di lunghezza e si differenziano per pochi caratteri, fra i quali il più evidente è la conformazione dell'antenna, che presenta il flagello con stilo non segmentato e appiattito. La nervatura alare è sostanzialmente simile a quella dei Rhagionidae e riconducibile al tipo con cellula cup chiusa, ma con tratto comune A1+CuA brevissimo. Il ramo R2+3 della radio è ricurvo e confluisce sul margine costale in prossimità della terminazione di R1 e il ramo R5 termina in corrispondenza dell'apice dell'ala. La morfologia della cellula discale può essere un ulteriore elemento di differenziazione che si accentua in particolare nel genere Spania. La biforcazione M1+2 tende infatti a coincidere con il vertice distale anteriore della cellula discale, con conseguente conformazione triangolare della seconda cellula posteriore (m1), e la confluenza della vena trasversa medio-cubitale (m-cu) è prossima alla biforcazione M3+4, per cui appare quasi coincidente con il vertice prossimale posteriore della cellula discale.
In merito alla biologia, l'aspetto di maggiore interesse è l'ematofagia nel genere australiano Spaniopsis, le cui femmine possono pungere anche l'uomo.

Schema della nervatura alare nei generi Spania e Ptiolina.
Nervature longitudinali: C: costa; Sc: subcosta; R: radio; M: media; Cu: cubito; A: anale.
Nervature trasversali: h: omerale; r-m: radio-mediale; m-m: mediale; m-cu: medio-cubitale.
Cellule: d: discale; br: prima basale; bm: seconda basale; r_{1}: marginale; m_{1}: seconda posteriore; m_{2}: terza posteriore; m_{3}: quarta posteriore; cup: cellula cup.

## Sistematica e diffusione
La famiglia degli Spaniidae si identifica con un gruppo di generi che NAGATOMI (1982), nell'ambito di una revisione della famiglia Rhagionidae, riunì nella sottofamiglia degli Spaniinae. L'inquadramento sistematico di NAGATOMI è stato largamente condiviso anche alla luce di successive conferme da parte dell'analisi cladistica.
Nel 2001, STUCKENBERG ha riesaminato le relazioni filogenetiche nell'ambito dei Tabanomorpha su una base morfologica e sulla base dei criteri adottati individua i Rhagionidae sensu Nagatomi come un raggruppamento polifiletico. Nella fattispecie, STUCKENBERG individuò due autapomorfie morfologiche che giustificherebbero l'elevazione degli Spaniinae al rango di famiglia: lo stilo delle antenne non segmentato e compresso lateralmente e la presenza dello pterostigma all'apice della cellula marginale (r1).
La revisione di STUCKENBERG è controversa, probabilmente per un insufficiente supporto da parte dell'analisi cladistica su base molecolare, con particolare riferimento ai lavori pubblicati da WIEGMANN et al. (2000) e HIBBS (2002), che in sostanza ribadiscono la monofilia dei Rhagionidae sensu Nagatomi.
L'orientamento di alcuni ditterologi attivi, negli ultimi decenni, in materia di tassonomia e filogenesi (WIEGMANN, YEATES, SANTOS, AMORIM, ecc.) è quello di ribadire, in modo più o meno esplicito, l'inconsistenza della revisione di STUCKENBERG e mantenere sostanzialmente invariato l'inquadramento tassonomico che fa capo ai lavori di NAGATOMI e successive integrazioni negli ultimi 25 anni. Il mantenimento degli Spaniinae sensu Nagatomi è supportato da alcune autorevoli checklist e banche dati tassonomiche, come Fauna Europaea, il Biological Library, l'Integrated Taxonomic Information System e altre fonti che si appoggiano ad esse.
La revisione di STUCKENBERG è invece adottata dal BioSystematic Database of World Diptera e dalle fonti che si appoggiano ad esso, dall'Australian Faunal Directory, dal Catalog of the Diptera of the Australasian and Oceanian Regions.
A prescindere dalla sua collocazione tassonomica, il raggruppamento comprende circa 40 specie esistenti e descritte, ripartite fra cinque generi.
- Litoleptis, con una o due specie descritte.
- Ptiolina, con 29 specie.
- Spania, con quattro specie.
- Spaniopsis, con sette specie.
- Spatulina, con due specie.

In merito al genere Litoleptis in letteratura si riscontrano incertezze e incongruenze sulla sua diffusione e sul numero effettivo di specie esistenti. SANTOS (2008) cita l'esistenza di una sola specie, presente nella regione neartica, perciò riconosce solo Litoleptis alaskensis, la cui descrizione (CHILLCOTT, 1963) definisce anche il genere. Il BioSystematic Database of World Diptera cita, oltre L. alaskensis, anche Litoleptis chilensis, specie neotropicale presente in Cile e descritta da HENNIG nel 1972. L'esistenza della specie cilena descritta da HENNIG è comunque citata in diversi lavori più o meno recenti, in ogni modo tutte le segnalazioni fanno riferimento alla pubblicazione di HENNIG. Ancora HENNIG, nel 1972, spostò al genere Litoleptis la specie Hilarimorpha orientalis FREY, 1954, presente nelle Filippine; questa revisione era supportata da NAGATOMI (1982), che citava la presenza del genere nelle Filippine, mentre nel BioSystematic Database of World Diptera si considera valida la classificazione originaria di FREY.
Altre incertezze relative alla presenza di Litoleptis sp. in Asia derivano da segnalazioni non supportate da indagini più approfondite e caratterizzate dall'assenza di descrizioni. NAGATOMI (1982) segnalò due specie, una in Nepal e una in Giappone, ma non fornì alcuna descrizione. Un'altra segnalazione (YANG et al., 1997) fa invece riferimento alla presenza del genere in Cina. La segnalazione si basava però sull'esame di un unico esemplare raccolto nel 1981 e conservato in alcool e gli Autori non fornirono alcuna descrizione riservandosi di descrivere la specie quando sarebbero stati trovati nuovi esemplari.
Il genere Ptiolina si denota come il più rappresentativo per numero di specie. SANTOS (2008) cita l'esistenza di 29 specie descritte, di cui 16 nel Paleartico, 12 nel Neartico e una nella regione orientale, mentre il BDWD riporta solo 27 specie, con una specie in meno nel Neartico e una in meno nel Paleartico.
Il genere Spania, pur fornendo il nome alla famiglia, comprende solo quattro specie, di cui tre paleartiche e una neartica.
Il genere Spaniopsis, endemico della regione australasiana, comprende sette specie, di cui sei presenti in Australia e una in Tasmania.
Il genere Spatulina, infine, comprende due sole specie paleartiche, una europea e una asiatica.
In Italia sono presenti solo quattro specie, appartenenti ai generi Ptiolina e Spania:
- Ptiolina obscura
- Ptiolina paradoxa
- Ptiolina pelliticornis
- Spania nigra